# Volo Southwest Airlines 1380
Il volo Southwest Airlines 1380 era un collegamento nazionale di linea da New York a Dallas, Stati Uniti. Il 17 aprile 2018, un Boeing 737-700 operante il volo ha subito un guasto incontenuto al motore sinistro dopo essere partito dall'aeroporto LaGuardia. I detriti del propulsore hanno danneggiato la fusoliera, provocando una rapida depressurizzazione dell'aereo dopo il danneggiamento di un finestrino della cabina. L'equipaggio ha attivato una procedura di discesa d'emergenza ed è atterrato all'aeroporto Internazionale di Filadelfia. Una passeggera è stata parzialmente risucchiata fuori dall'aereo ed è successivamente deceduta. Altri otto passeggeri hanno riportato ferite lievi. Il velivolo è stato danneggiato in maniera importante. È stato il primo incidente aereo con vittime che ha coinvolto una compagnia aerea statunitense dopo il volo Colgan Air 3407 avvenuto nel febbraio 2009, e il primo di Southwest Airlines con almeno una vittima.

## L'aereo

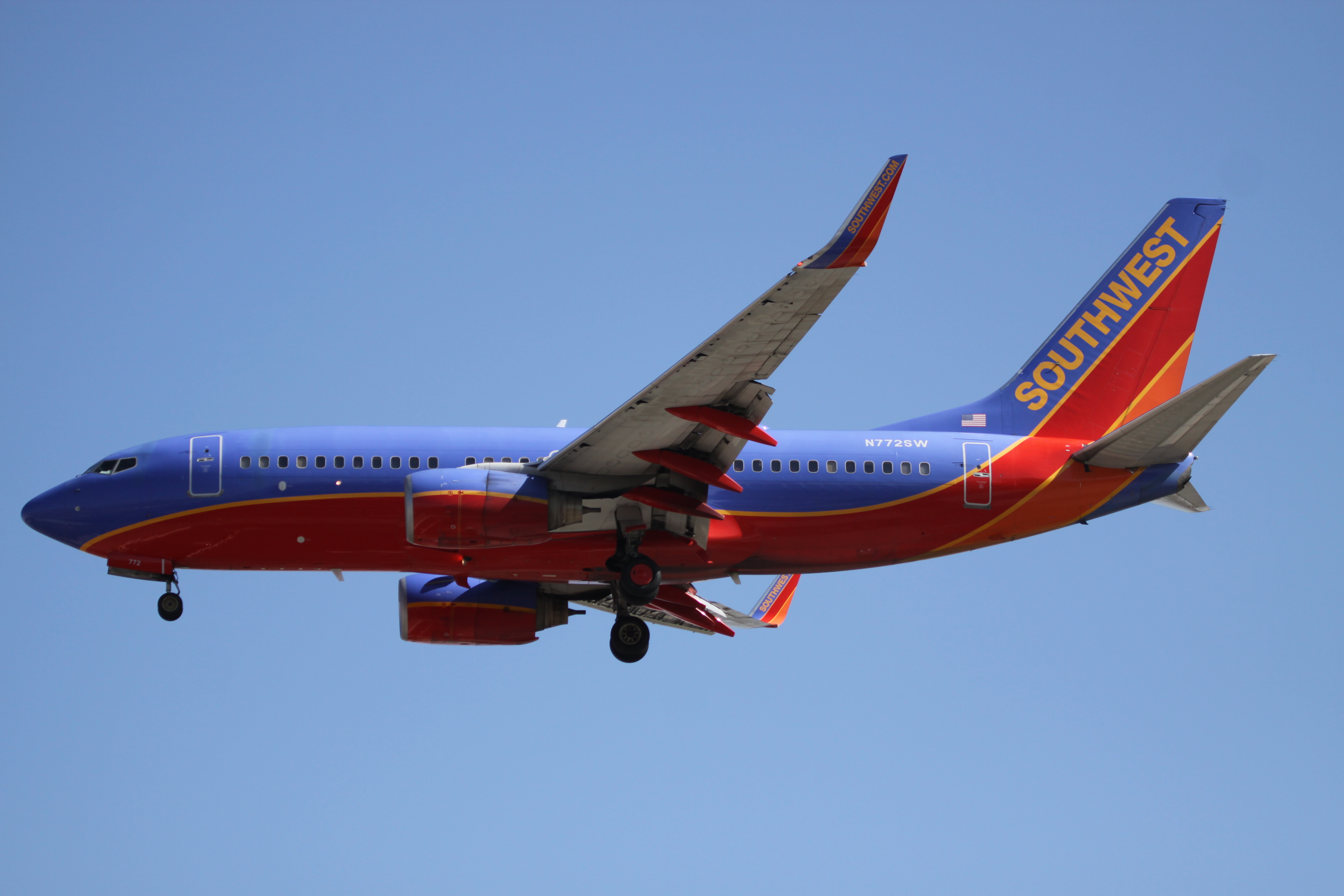
L'aereo coinvolto nell'incidente, fotografato nell'aprile 2013.

Il velivolo coinvolto nell'incidente è un Boeing 737-700, marche N772SW, numero di serie 27880, numero di linea 601. Volò per la prima volta il 26 gennaio 2000 e venne consegnato a Southwest Airlines qualche mese dopo, il 7 luglio dello stesso anno. Al momento dell'incidente, il velivolo era in uso da quasi 20 anni. Era alimentato da due propulsori CFM International CFM56-7B24. Dopo l'incidente, è stato portato alla sede di Boeing a Everett per le riparazioni. Successivamente è stato parcheggiato all'aeroporto Logistico della California Meridionale, e da allora non ha più volato.

## Passeggeri ed equipaggio
Tammie Jo Shults, ex pilota di caccia della Marina degli Stati Uniti, era il comandante del volo; Darren Ellisor, ex pilota dell'aeronautica degli Stati Uniti con esperienza nel Boeing E-3 Sentry, era il primo ufficiale. La comandante Shults aveva iniziato a lavorare in Southwest Airlines nel 1994 e aveva accumulato un totale di 11 715 ore di volo, di cui 10 513 sul Boeing 737. Il primo ufficiale Ellisor era stato assunto nel 2008 e aveva 9 508 ore di volo, di cui 6 927 sul Boeing 737. A bordo c'erano 144 passeggeri e un totale di cinque membri dell'equipaggio.

## L'incidente

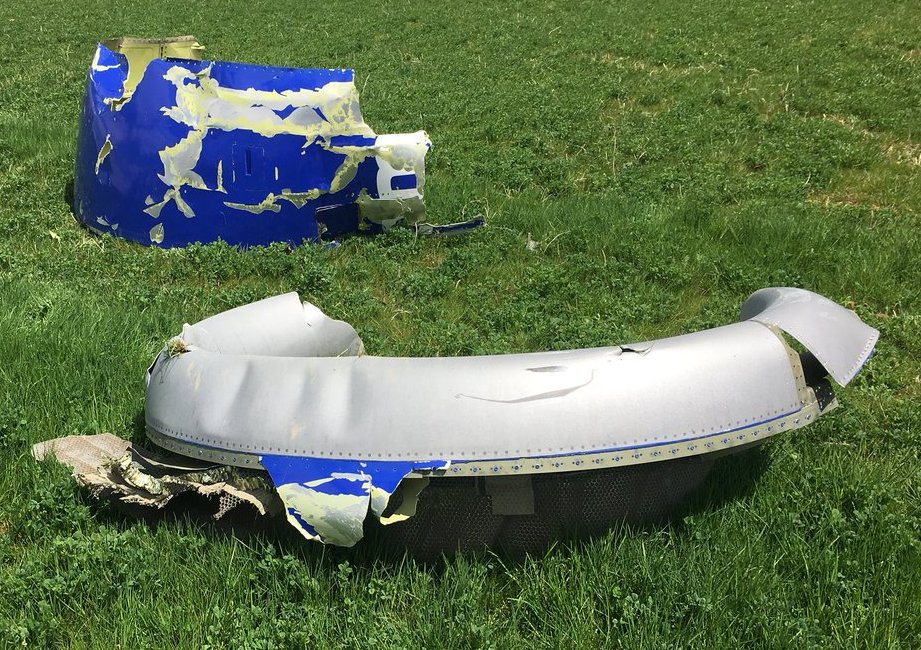
I detriti dell'aereo caduti al suolo. Nell'immagine si possono notare parti della copertura e dell'ingresso del motore.

Alle 11:03 EDT, l'aereo si trovava a 32,000 piedi (9,754 m) e stava salendo, quando il motore sinistro subì un guasto. La maggior parte della copertura e delle parti di ingresso del motore si disintegrarono. Alcuni frammenti colpirono l'ala e la fusoliera, rompendo un finestrino nell'abitacolo e provocando una rapida decompressione. L'equipaggio attivò una discesa di emergenza, deviando verso l'aeroporto internazionale di Filadelfia. La passeggera 43enne Jennifer Riordan, seduta vicino al finestrino rotto, riportò ferite rivelatesi fatali, e 8 passeggeri riportarono lesioni lievi. Il velivolo subì danni importanti.
L'equipaggio dichiarò che la partenza e la salita da LaGuardia erano nella norma, senza alcuna indicazione di problemi; il primo ufficiale stava pilotando e il Comandante stava monitorando la strumentazione quando il velivolo imbardò e nel cockpit si attivarono numerosi allarmi; apparve del "fumo grigio" e la cabina perse improvvisamente la pressione dell'aria. L'equipaggio indossò le maschere di ossigeno e il Primo Ufficiale iniziò una discesa di emergenza. Il registratore dei dati di volo mostrò che i parametri prestazionali del motore sinistro diminuivano tutti contemporaneamente, le vibrazioni diventarono gravi e, entro 5 secondi, si attivò l'allarme di pressurizzazione della cabina. Il registratore mostrò anche che l'aereo rollava a sinistra di circa 40 gradi prima che l'equipaggio riuscisse a riprendere il controllo. I piloti riferirono che l'aeromobile fu particolarmente difficile da controllare per tutto il resto della tratta. Il Comandante prese i comandi e il Primo Ufficiale eseguì la lista di controllo di emergenza. Il Comandante chiese al controllore del traffico aereo una deviazione di rotta, chiedendo di recarsi all'aeroporto più vicino, ma poi pensò che l'aeroporto di Filadelfia sarebbe stato meglio attrezzato per questo tipo di emergenza. L'ATC (il controllore) fornì rapidamente i vettori (le indicazioni di rotta espresse in gradi) per raggiungere l'aeroporto di Filadelfia. L'equipaggio segnalò difficoltà iniziali a causa dei forti rumori, della distrazione e dell'uso delle maschere di ossigeno, ma con la discesa dell'aeromobile le comunicazioni migliorarono. Inizialmente il Comandante aveva pianificato un avvicinamento finale da eseguire con calma, per assicurarsi di poter completare le liste di controllo di emergenza. Tuttavia, dopo aver appreso delle lesioni dei passeggeri, il Comandante decise di accelerare il procedimento.
Tre assistenti di cabina erano presenti durante il volo, e un altro dipendente di Southwest Airlines era presente come passeggero. Tutti e 4 riferirono di aver udito un forte boato e forti vibrazioni. Le maschere di ossigeno si dispiegarono automaticamente. Gli assistenti recuperarono le bombole di ossigeno portatili e iniziarono a muoversi attraverso la cabina per assistere i passeggeri. Dirigendosi verso la parte intermedia, trovarono la passeggera della fila 14, la 43enne Jennifer Riordan, risucchiata parzialmente fuori dal finestrino rotto. Con l'aiuto di 2 passeggeri, gli assistenti di volo riportarono la vittima all'interno dell'aeromobile, e altri passeggeri eseguirono la rianimazione cardiopolmonare. La passeggera morì dopo essere stata ricoverata in un ospedale locale.

## Le indagini

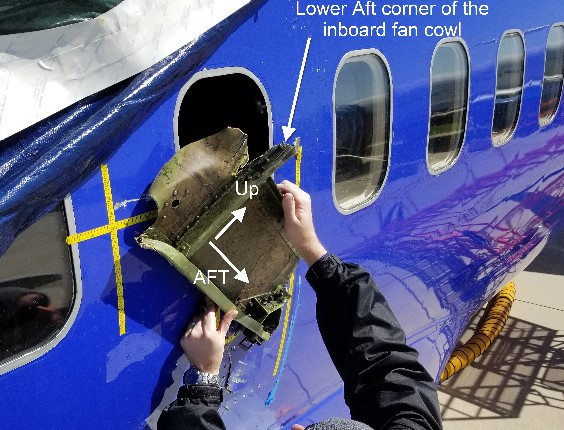
I danni alla fusoliera. In particolare si vede il finestrino completamente aperto dopo l'impatto con i detriti provenienti dal motore.

### L'inchiesta iniziale
All'indagine hanno partecipato il National Transportation Safety Board (NTSB), la Federal Aviation Administration (FAA), Boeing, Southwest Airlines, GE Aviation, la Aircraft Mechanics Fraternal Association (AFMA), la Southwest Airlines Pilots' Association, la Transport Workers Union of America e UTC Aerospace Systems. Poiché il produttore del motore che ha causato l'incidente - CFM International - è una joint-venture statunitense-francese, anche il Bureau d'Enquêtes et d'Analyses pour la Sécurité de l'Aviation Civile (BEA) e un team di tecnici di CFM hanno partecipato all'inchiesta. L'NTSB prevedeva una durata dell'inchiesta tra i 12 e i 15 mesi.
Gli investigatori hanno analizzato una registrazione del controllo del traffico aereo e hanno osservato che il radar aveva mostrato i detriti cadere dall'aeromobile, e hanno usato i dati del vento per prevedere dove potevano trovarsi. Parti della copertura del motore sono state trovate nelle aree previste in diverse località vicino alla città di Bernville, contea di Berks, Pennsylvania, circa 100 chilometri a Nord-Ovest di Filadelfia.
Il 20 aprile 2018, CFM ha pubblicato il Bollettino di servizio 72-1033, applicabile ai motori della serie CFM56-7B, e lo stesso giorno la FAA ha emesso la direttiva di aeronavigabilità di emergenza (EAD) 2018-09-51 basata su di esso. Il bollettino di CFM ha raccomandato ispezioni a ultrasuoni di tutte le pale sui motori che avevano accumulato almeno 20.000 cicli di decollo-atterraggio, e successivamente a intervalli non superiori a 3.000 cicli. L'EAD ha richiesto l'ispezione delle pale delle ventole di tutti i CFM56-7B per i motori con più di 30 000 cicli entro 20 giorni dall'emissione, secondo le istruzioni fornite nel bollettino di servizio; se venissero rilevate incrinature, la pala della ventola interessata dovrebbe essere rimossa dal servizio prima del successivo volo. Questa direttiva è stata emessa come requisito di ispezione unico. Lo stesso giorno, l'EASA ha emesso EAD 2018-0093E che richiedeva l'esecuzione delle stesse ispezioni a ultrasuoni. Il produttore dei motori ha stimato che la direttiva riguardava 352 motori negli Stati Uniti e 681 in tutto il mondo.

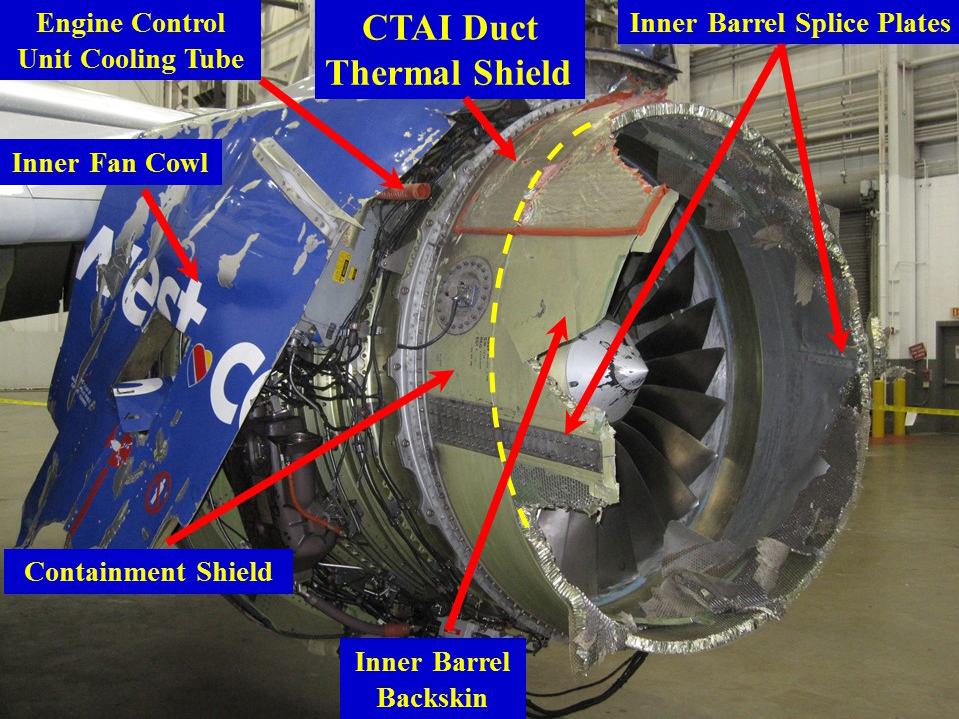
I danni al motore.

Il 23 aprile 2018, Southwest Airlines ha annunciato di voler volontariamente andare oltre il requisito della direttiva di FAA, eseguendo ispezioni a ultrasuoni su tutti i motori CFM nella sua flotta, senza limitarsi a quelli della serie CFM56-7B.
Il 30 aprile 2018, il velivolo coinvolto nell'incidente è stato rilasciato dall'NTSB ed è stato trasportato dalla Southwest Airlines verso una struttura di Boeing presso il Paine Field di Everett, Washington, per le riparazioni.
Il 2 maggio 2018, la FAA ha emesso una direttiva di aeronavigabilità che ha ampliato le ispezioni sui motori CFM56-7B oltre l'EAD originale 2018-09-51. La nuova direttiva ha richiesto ispezioni anche ai motori con un numero di cicli inferiore e ha introdotto altri requisiti. A partire dall'emissione di questa, gli operatori devono eseguire ispezioni dettagliate su ciascuna pala prima che questa accumuli 20.000 cicli da nuova, o entro 113 giorni, a seconda dei casi. Se il numero di cicli non è noto, le Compagnie devono eseguire un'ispezione entro 113 giorni dalla data di emissione dell'EAD. Successivamente, è necessario ripetere questa ispezione entro 3 000 cicli dall'ultima. Se vengono rilevate parti danneggiate, la pala della ventola interessata deve essere rimossa dal servizio prima del volo successivo. La FAA stima che la Direttiva abbia colpito 3 716 motori installati su aeromobili del Registro degli Stati Uniti ad un costo stimato di $ 8,585 per ogni sostituzione della pala.

### Il rapporto preliminare
Il 3 maggio 2018, l'NTSB ha rilasciato un aggiornamento investigativo con i risultati preliminari dell'indagine:
- L'esame iniziale dell'aeromobile ha rivelato che mancava la maggior parte del rivestimento del motore.
- La pala numero 13 si era separata alla radice posta nel disco della ventola; l'incastro è rimasto installato nel disco. L'esame dell'incastro mostrava caratteristiche coerenti con l'affaticamento del metallo che iniziava sul lato convesso vicino al bordo anteriore. Due pezzi della pala sono stati recuperati dall'interno del motore, tra le pale della ventola e le palette della guida di uscita. Uno dei due faceva parte della radice che si accoppiava con l'incastro rimasto nel disco della ventola; era di circa 30 centimetri di larghezza e pesava circa 3,096 kg. L'altro pezzo, identificato come un'altra parte del profilo aerodinamico, pesava circa 0,295 kg. Tutte le rimanenti pale rimaste attaccate alla ventola presentavano una combinazione di danni da impatto e lacerazioni sul bordo posteriore.
- La pala numero 13 è stata ulteriormente esaminata presso il NTSB Materials Laboratory. La frattura da fatica si era propagata da più origini sul lato convesso. Le condizioni visive del rivestimento apparivano uniformi senza evidenza di distorsioni. La regione di fatica si estendeva fino a 12,27 mm in profondità ed era lunga 5,67 cm. Sono state osservate sei linee di arresto della frattura e striature coerenti con la crescita delle stesse.
- Le pale della ventola del motore dell'incidente avevano accumulato più di 32 000 cicli. I registri di manutenzione hanno mostrato che erano state periodicamente lubrificate secondo necessità e che erano state revisionate l'ultima volta 10.712 cicli, prima dell'incidente. Al momento dell'ultima revisione (novembre 2012), erano state controllate mediante ispezioni visive e fluorescenti. Dopo un incidente del 27 agosto 2016 a Pensacola, in Florida, in cui una pala si è spezzata, sono state aggiunte ispezioni a correnti parassite nei requisiti del processo di revisione.
- Il resto della cellula ha mostrato danni da impatto significativi sul bordo anteriore dell'ala sinistra, sul lato sinistro della fusoliera e sullo stabilizzatore orizzontale sinistro. Un grande segno di impatto, con la forma di una porzione recuperata di rivestimento del motore, era adiacente al finestrino della fila 14, che mancava. All'interno della cabina non è stato trovato materiale proveniente dall'esterno

### Il final report
Il 19 novembre 2019, l'NTSB ha pubblicato il rapporto finale sull'incidente. Nella sezione delle cause, viene riportato:

## Reazioni
Il giorno dell'incidente, Elaine Chao, Segretaria dei Trasporti degli Stati Uniti, ha fatto una dichiarazione per "elogiare i piloti che hanno fatto atterrare in sicurezza l'aereo, e l'equipaggio e gli altri passeggeri che hanno fornito supporto e assistenza ai feriti, prevenendo il peggio". Poco dopo, Martha McSally, allora membro della Camera dei rappresentanti degli Stati Uniti dall'Arizona, ha elogiato al Congresso le azioni del Comandante Shults.
Il 1º maggio 2018, il Presidente degli Stati Uniti, Donald Trump, ha accolto i membri dell'equipaggio e alcuni passeggeri in una cerimonia presso lo studio ovale della Casa Bianca, ringraziandoli per il loro eroismo.

## Conseguenze
Southwest Airlines ha dato a ciascun passeggero 5 000 USD e un buono di 1 000 USD per i viaggi successivi con la compagnia aerea. Le prenotazioni della Southwest Airlines sono diminuite in seguito all'incidente, causando un calo previsto delle entrate per la compagnia aerea per il secondo trimestre del 2018. Inoltre, Lila Chavez, una passeggera a bordo del volo, ha intentato una causa contro Southwest Airlines, sostenendo di soffrire di un disturbo da stress post-traumatico dopo l'incidente.

## Nella cultura di massa
Il Comandante Shults ha pubblicato un libro sull'incidente, intitolato "Nerves of Steel". Il libro è stato pubblicato l'8 ottobre 2019 negli Stati Uniti.
L'incidente è anche stato analizzato nel quinto episodio della ventunesima stagione del documentario Indagini ad alta quota, intitolato "Catastrofe in volo" e trasmesso dal National Geographic Channel il 12 aprile 2021.